# Wolfgangsee
Wolfgangsee (tyska: Sankt-Wolfgang-See, Abersee) är en sjö i förbundslandet Salzburg i Österrike. En mindre del av sjön ligger i Oberösterreich. Sjön har en yta på 14 km² och ligger vid Alpernas nordland strax öster om Salzburg. Sjön är omgiven av värdshus och campingplatser. Sjön har gjort sig känd från Ralph Benatzkys operett Värdshuset Vita Hästen.

Wolfgangsee